# Saison 3 de Power
Chronologie
Saison 2 Saison 4
Cet article présente le guide des épisodes de la troisième saison de la série télévisée américaine Power.

## Généralités
- Aux États-Unis, cette saison a été diffusée du 17 juillet au 25 septembre 2016 sur Starz.
- Au Canada, elle est diffusée en simultané sur Super Channel.
- En France, elle a été diffusée en version multilingue du 18 juillet au 26 septembre 2016 sur OCS Choc.

## Distribution

### Acteurs principaux
- Omari Hardwick (VFB : Michelangelo Marchese) : James « Ghost » St. Patrick
- Lela Loren (VFB : Sandrine Henry) : Angela Valdez
- Naturi Naughton (VFB : Cécile Florin) : Tasha St. Patrick
- Joseph Sikora (VFB : Simon Duprez) : Thomas Patrick « Tommy » Egan
- Lucy Walters (VFB : Valérie Muzzi) : Holly Elizabeth Weaver
- Adam Huss (en) (VFB : Sébastien Hébrant) : Josh Kantos
- Andy Bean (VFB : Alexandre Crépet) : Greg Knox
- Luis Antonio Ramos (en) : Carlos « Vibora » Ruiz
- Shane Johnson (en) : Cooper Saxe
- J.R. Ramirez : Julio
- Rotimi Akinosho (VFB : Maxime Van Santfoort) : Andre « Dre » Coleman
- David Fumero : Mike Sandoval
- 50 Cent : Kanan
- Jerry Ferrara : Joe Proctor
- Callan Mulvey (VFB : Franck Dacquin) : Dean / Milan
- Michael Rainey Jr. (VFB : Thibaut Delmotte) : Tariq St. Patrick

### Acteurs récurrents
- Alani "La La" Anthony : LaKeisha
- Diane Neal : Cynthia Sheridan
- Enrique Murciano : Felipe Lobos
- Anika Noni Rose : LaVerne "Jukebox" Thomas

## Épisodes

### Épisode 1:Appelle-moi James
- États-Unis /  Canada : 17 juillet 2016 sur Starz[1] / Super Channel[2]
- France : 18 juillet 2016 sur OCS Choc[3]

- États-Unis : 2,26 millions de téléspectateurs[4] (première diffusion)

L’épisode commence avec Angela Valdes et James St. Patrick qui arrivent au Truth à la vue de tous et Angela est impressionnée de voir à quel point le club est plein. De son côté, Tommy Egan se prépare pour sortir lorsque Holly Weaver lui demande à sortir avec lui, ce qu’il refuse. Holly comprend que Tommy ne lui fait toujours pas confiance mais Tommy nie cela et dit qu’il sort pour les protéger, ce qu’elle ne croit pas. Cependant, il réussit à la convaincre de rester. Avant de sortir, il reçoit un appel de Julio Romano pour qu’ils se retrouvent. Les deux trouvent ensuite Poncho se disputer avec des membres d’autres gangs qui pensent pouvoir empiéter sur le territoire des Soldados Nation maintenant que Carlos Ruiz est parti. Tommy essaye d’apaiser les tensions, disant que rien ne va changer mais ils ne veulent rien savoir et menace de commencer une déclencher une fusillade. Une bagarre générale se crée mais la police vient les séparer et ils finissent par tous s’enfuir et se cacher. Poncho explique alors à Tommy, caché avec lui, que les Soldados Nation avaient un marché avec le gang ALM : ils pouvaient vendre sur leur territoire en échange d’une petite commission. Tommy dit alors de les payer mais les Soldados Nation n’ont plus de drogue à vendre ni d’argent. Il menace aussi Tommy d’aller chercher un autre fournisseur de drogue s’ils ne sont pas vite livrés, mais Tommy ne peut rien garantir car Felipe Lobos est toujours en prison et ne peut pas les livrer de la drogue.
Andre Coleman entre dans le bureau de James au club et s’extasie devant les chiffres de bénéfices que le club a fait ce soir, car maintenant, Dre travaille pour James au club. James donne ensuite des directives à Andre pour maintenir l’ordre dans la boîte de nuit. Après être sorti du club, il voit que Tommy le fixe mais une fois qu’il détourne le regard, Tommy n’est plus la. Il retrouve ensuite Angela dans son bureau avec qui il finit par faire l’amour. Le lendemain, Tasha tombe sur son fils qui est déprimé par la mort de Shawn Stark. Il demande à sa mère s’il a plus d’informations sur son décès mais Tasha ne peut rien lui dire. Angela et James se réveillent ensemble et parlent déménagements car ils ont l’intention de s’installer ensemble dans l’appartement d’Angela. Angela en profite aussi pour dire à James qu’elle est à rencontrer ses enfants.
Greg discute avec Cooper Saxe qui sait qu’Angela ment à propos de Greg. Greg lui explique alors que James est Ghost et qu’elle veut le protéger et Saxe lui révèle que ça ne sert à rien de prouver qu’il est Ghost car Felipe Lobos a été poignardé en prison par les Jimenez, ce qui surprend Greg. Saxe lui dit alors de lâcher l'affaire car il va être muté ailleurs mais Greg n'a pas l'air de vouloir, ayant déjà tout un tableau qui montre l'organisation de drogue de Ghost. Andre demande à James de reprendre leurs activités illégales car il s'ennuie mais James lui explique qu'il a en finit avec tout. James lui dit ensuite qu'il lui donnera de l'argent mais de l'argent propre, ce qui n'arrive pas à calmer Andre qui veut encore plus d'argent. Au FBI, Angela demande à Mike Sandoval une mutation mais il refuse, car il aura besoin d'elle maintenant que Felipe Lobos s'est réveillé. En regardant les vidéos de surveillances, James trouve qui le menace avec les cartes de l'Araignée : il s'agit d'une de ses employés Tatiana. Pendant une audience dans la chambre du juge Cross, l'avocat de Lobos demande à ce qu'il soit transféré au Mexique car il n'est pas en sécurité aux Etats-Unis mais Cooper Saxe propose de le faire passer pour mort, ce que la juge accepte, au dépit de l'avocat Kessler et aussi de Sandoval.
James part voir Tasha pour lui demander de lui laisser les enfants pour qu'ils rencontrent Angela mais Tasha lui parle plutôt de la mort de Shawn. Tasha lui demande alors explicitement s'il a tué Shawn mais James répond que non, disant qu'il a même essayé de l'aider à s'enfuir. James lui explique alors que c'est Kanan qui l'a tué après que Shawn soit parti le confronter. Tasha apprend par la même occasion qu'il a tué Lobos et Kanan, ce qui surprend Tasha. Tommy est avec des chefs de gangs, y compris Cristobal et le gang coréen pour les convaincre de devenir leur fournisseur de drogue. Les coréens, Cristobal et un autre chef de gang accepte. Au club, James passe un entretien d'embauche pour trouver un chef de la sécurité pour le club. Il finit par engager un homme appelé Dean.
Cooper Saxe parle avec Angela du niveau de danger auquel Lobos fait face. Il fait comprendre à Angela que si elle commet une erreur en protégeant Lobos, il fera tout pour la faire virer. Tasha retrouve Tommy et lui annonce la mort de Shawn et Kanan mais Tommy se montre froid avec elle. Elle dit à Tommy qu'elle ne croit pas à ce que James lui dit et veut savoir la vérité. Tommy confirme que James a bien tué Kanan mais il ne sait rien pour Shawn.
Au Truth, Josh Kantos tombe sur Greg qui le provoque en lui demandant s'il est toujours proxénète mais Greg redevient sérieux en voulant l'interroger sur James St. Patrick et Tommy Egan. Josh ne lui dit rien et lui demande de partir. A l'hôpital, Mike Sandoval va voir Felipe Lobos qui lui demande pourquoi il n'est pas de retour au Mexique en l'agressant. Après avoir réussi à le calmer, Mike lui explique qu'ils vont le faire passer pour mort pendant un an, ce qui convient à Lobos. Le lendemain, Mike et Angela sont en rendez-vous avec Lobos et son avocat pour lui demander de détaillerson agression mais Lobos ne veut rien dire. Finalement, il décrit comment il s'est fait poignardé à plusieurs reprises et finit par dire que c'est surement un coup des Jimenez. Après être rentré dans un batiment pour trouver la fameuse Tatiana, James St. Patrick revient le lendemain pour s'y introduire et trouve son appartement. En y entrant, il voit les murs couverts de sang. Alors qu'ils commencait à faire l'amour avec Holly, Tommy reçoit un appel de Felipe Lobos à qui il demande une nouvelle livraison de drogue mais Lobos lui rappelle qu'il doit d'abord tuer Ghost.
Les St. Patrick dinent ensemble dans un calme presque génant. James prend alors la parole pour leur parler de la mort de Shawn à ses enfants, leur disant que des gangsters l'ont tué. Raina, elle, demande lorsque James va rentrer à la maison mais les parents répondent que ça n'arrivera pas. Le soir, Tommy et Julio tue Chuleta, un des membres du gang ALM qui voulaient prendre le terrain des Soldados Nation, à la suite de la rupture de leur accord. Ils laissent aussi Napi en vie en lui disant de passer le message de ne plus jamais désobéir à Tommy. Cependant, Tommy montre son visage à Napi, ce qui déplaît Julio qui lui dit que Ghost n'aurait pas été content de cela. Tommy attrape alors Julio par le cou, lui disant de ne plus jamais mentionner son nom car il n'existe plus. Julio part ensuite voir James au Truth sous les yeux d'Angela. Dans son bureau, Julio explique à James ce qu'il vient de se passer et lui demande s'il a vraiment quitté le business pour de bon, ce que James confirme. Julio dit alors qu'il ne veut pas travailler avec Tommy mais James lui dit que c'est Tommy qui décide à présent, ce qui déçoit Julio. Par la même occasion, James apprend que Lobos est toujours vivant, ce qui le surprend.
Angela arrive au quartier général du FBI et prend les fichiers du dossier de Tommy Egan. Dans le dossier, elle trouve le visage de Julio. Andre entre dans le bureau de James et y trouve la carte ensanglantée de l'Araignée. James vire Josh Kantos devant tout ses employés. Poncho remercie Tommy d'avoir livré la drogue et de les avoir défendus. Tommy demande ensuite à Julio s'il veut être son bras droit, ce qu'il accepte. Angela demande à James pourquoi il parlait avec un membre de gang et James la rassure en lui disant qu'il en a terminé avec le monde de la drogue pour de bon. Angela lui avoue alors que Felipe Lobos est vivant et demande à James de ne rien dire à personne car elle pourrait être virée. Angela lui dit ensuite que tous les soupçons contre James ont disparu. Angela accepte aussi de rencontrer les enfants de James.
- Cet épisode réalise la meilleure audience de la série.

### Épisode 2:C'est jamais fini
- États-Unis /  Canada : 24 juillet 2016 sur Starz / Super Channel
- France : 25 juillet 2016 sur OCS Choc

- États-Unis : 1,74 million de téléspectateurs[5] (première diffusion)

James St. Patrick n'arrive pas à dormir en pensant que Felipe Lobos est vivant. Il retrouve alors Joe Proctor pour lui révéler qu'il est encore vivant et qu'il veut lui parler. Angela demande à Mike à avoir les dossiers de l'affaire Lobos, ce que Mike accepte. Il retrouve ensuite Cooper Saxe qui lui propose de trouver des preuves de l'agression des Jimenez contre Lobos pour pouvoir les présenter contre eux lors de leur procès. James, lui, passe des appels dans une prison pour essayer de trouver Lobos.
De son côté, Tommy reçoit le message de James lorsque Holly colle des affiches pour trouver leur chien, ne sachant pas qu'il est mort. Tasha est avec James qui lui demande à donner un chèque à Tommy qui représente ses parts dans les laveries et le Truth. Après ça, Tommy et James ne seront plus partenaires du tout et James sera complètement sortir du côté illégal de sa vie. Julio Romano pose des questions à Tommy, sur la manière dont ils vont pouvoir gérer le manque de drogue qu'ils ont, mais Tommy n'a pas de réponse à toutes ses questions. Tasha se rend alors chez Tommy mais tombe sur Holly qui refuse de la laisser entrer. Cependant, Tasha lui montre le chèque et lui dit de dire à Tommy de l'appeler. Mike Sandoval parle avec Hugo Sanchez, un des hommes de Lobos, qui lui demande si les soupçons de l'attaque sont bien rivés sur les Jimenez et non contre Ghost car si la police arrête Ghost, ce dernier aura l'obligation de témoigner contre Lobos, ce qui obligerait Lobos de tuer Sandoval. Sandoval leur assure que tout se passe comme prévu.
Tasha est au salon de coiffure de LaKeisha et les deux discutent de la soirée que les enfants de Tasha vont passer chez Angela. LaKeisha est complètement contre cette idée mais Tasha dit qu'elle laisse faire pour pas que ses enfants se sentent mal. LaKeisha se rend compte que Tasha n'a plus sa bague et se demande si elle ne l'a pas vendu car elle a des problèmes d'argent mais Tasha lui assure qu'elle va bien. LaKeisha insiste sur le fait qu'elle aidera si besoin. Au Truth, James rencontre deux clients Andy et Albi avec qui il sympathise. Une fois dans son bureau, Andre confronte James à propos de la carte de l'Araignée dans son tiroir, pensant que James le tient à l'écart d'un nouveau business. Andre lui explique alors qu'il est en danger et qu'il est prêt à le protéger ou l'aider s'il veut. Tommy et Tasha se retrouvent dans un restaurant et sentant que Tommy est froide avec elle, elle veut planifier la situation. Tommy confronte alors Tasha à propos du piège qu'ils ont tendus à Kanan et Tasha lui explique qu'elle ne pouvait rien lui dire par sécurité mais Tommy ne la croit pas et lui dit quelque chose de blessant pour qu'il la laisse tranquille. Vexée, Tasha lui laisse son argent et part.
Dans le nouveau club de James, le Verbatim, Andre se retrouve face à un client qui a l'air de le provoquer. Avant qu'Andre dérape, James arrive et prend le relais. Une fois tous les deux, James lui explique alors qu'il doit ravaler sa fierté pour avoir de bonnes relations avec les clients. Tommy et Julio sont chez le gang coréen qui réclame plus de drogue mais Tommy n'a pas de drogue à leur donner. Dylan Shin le menace alors de le lâcher et se met à provoquer Tommy à plusieurs reprises. Tommy leur propose de leur livrer des kilos de plus pour s'excuser de cet imprévu, ce que Jae Shin accepte, au dépit de Dylan qui ne veut plus de Tommy comme fournisseur. Dre se rend dans son ancien restaurant et y retrouve ses amis, notamment 2-Bit et Spanky. 2-BIT demande des nouvelles de Kanan Stark mais Dre n'a rien a leur dire. James retrouve ensuite Joe Proctor au Truth qui lui annonce que Lobos sera jugé sous X, un procès qui ne divulgue pas le nom de l'accusé pour le tenir en sécurité. Si ça arrive, James n'arrivera jamais à le retrouver. Tommy rentre chez lui et trouve Holly qui désespère pour Bell. Pour lui remonter le moral, Tommy lui montre l'argent que James lui a donné. Elle propose d'aller l'encaisser mais Tommy refuse. Holly parvient alors à prendre le chèque pendant qu'ils font l'amour.
Au Verbatim, James apprend qu'Andre n'a pas fait son travail et que le DJ qu'il avait engagé pour la soirée a décidé de ne pas se présenter pour aller dans un autre club. James apprend que le club en question est dirigé par Andy et Albi et qu'ils étaient la pour lui voler son programme. Andre s'excuse auprès de James pour ne pas avoir signé le contrat du DJ, disant qu'il ne sait pas comment tout cela marche car il n'est qu'un dealeur de drogue. Andre demande alors s'ils vont se venger mais James décide de garder cela pour plus tard. Tasha se rend chez Angela pour visiter l'endroit ou ses enfants vont venir. Elle lui donne alors les objets et les directives nécessaires pour sa plus jeune fille Yasmine et aussi pour ses autres enfants. Holly se rend à la banque pour encaisser le chèque mais se rendant compte que c'est trop compliqué, Holly part. Tasha prépare les affaires de ses enfants pour dormir chez Angela mais les deux grands, notamment Tariq, font comprendre qu'ils ne veulent pas y aller. Tommy confronte Holly pour s'être rendu à la banque sans lui en avoir parlé. Holly lui explique qu'elle voulait juste l'aider mais Tommy ne veut plus qu'ils se fassent des cachotteries. Holly propose alors de s'occuper de l'argent, comme Tasha, mais Tommy ne sait pas comment ça marche. Holly propose encore une fois d'engager Tasha pour la comptabilité de leur argent, ou du moins, qu'elle apprenne à Holly comment faire. Tommy reçoit ensuite un message et s'en va.
Angela apprend au FBI que Cooper Saxe compte trouver l'agresseur de Lobos et le condamner de la peine de mort, ce qui refroidit Angela. Elle rentre chez elle pour annoncer la nouvelle à James mais elle trouve les enfants en train de mettre la table pour dîner. Elle salue les enfants mais seul Tariq se montre difficile. Saxe trouve les caméras de surveillances de l'agression de Lobos et trouve l'agresseur. Saxe montre ensuite le visage de l'agresseur à Mike Sandoval qui appelle l'homme de Lobos pour lui informer. Tommy rencontre Hugo Sanchez et comprend que c'est lui qui a tué son chien, ce qu'il confirme. Ce dernier demande à Tommy de se dépêcher de le tuer et Tommy lui explique qu'il a rendez-vous avec Ghost dans la soirée. La soirée chez Angela continue et Angela essaye de se rapprochés des enfants, surtout de Tariq qui lui met des barrières sans cesse. James arrive à détendre Tariq mais il reçoit un appel de Tommy qui lui demande ce qu'il veut. James demande alors à discuter face à face, ce qui convient à Tommy qui est déterminé à le tuer ce soir.
Tasha se retrouve seule chez elle et se laisse déborder par ses émotions en pleurant. James attend Tommy au lieu de rendez-vous qui essaye de le tuer en lui tirant dessus mais il finit par se désister et s'enfuir. Cooper part interroger l'agresseur de Lobos mais ils le retrouvent mort. Alors qu'Angela remercie Raina de son aide, Tariq fouille dans les affaires d'Angela et y trouve son arme. Pour calmer sa peine, Tommy s'enfile plusieurs lignes de cocaïne et laisse sortir sa colère en frappant violemment Black Grimace, un de ses hommes. Angela apprend la mort de l'agresseur de Lobos.

### Épisode 3:Tout est sous contrôle
- États-Unis /  Canada : 31 juillet 2016 sur Starz / Super Channel
- France : 1er août 2016 sur OCS Choc

- États-Unis : 1,88 million de téléspectateurs[6] (première diffusion)

L'épisode commence avec un braquage qui tourne mal à Washington. En effet, deux jeunes braquent un magasin lorsque la police arrive. Les deux jeunes volent des médicaments mais l'officier entre et demande à l'un des deux hommes de tuer le vendeur. La policière, qui est en fait de mèche avec eux, tue l'un des hommes car il n'a pas fait le travail correctement. Après ça, l'agent de police qui est révélé s'appeler LaVerne Ganner rentre chez elle et est accueillie par sa petite-amie Candie. LaVerne, surnommée Jukebox, monte alors dans sa chambre et donne un sandwich à Kanan Stark. En effet, ce dernier vit chez elle depuis qu'elle a sorti de l'hôpital.
James St. Patrick et Angela Valdes font la course pendant leur footing et se remémorent des moments du lycée. Angela se demande alors si les enfants de James l'ont appréciés après leur rencontre mais James la rassure, disant qu'ils deviendront une grande famille. James et Angela continuent de courir dans New York sans savoir qu'ils sont surveillés par Greg Knox. Tommy et Holly montent dans la voiture de Tasha et se rendent dans la salon de coiffure de LaKeisha pour leur apprendre à blanchir l'argent. La technique de Tasha est d'acheter des perruques et de les revendre les doubles du prix à des salons de coiffure pour changer l'argent sale du trafic de drogue en argent propre. En gros, faire passer la vente pour un réinvestissement. Il faut aussi créer des factures pour justifier l'argent. Tasha explique ensuite à LaKeisha qu'elle compte ouvrir un deuxième salon de coiffure avec l'argent qu'ils auront gagner et récolter le plus d'argent, ce qui ravie Keisha.
Greg continue de surveiller James qui harcèle Tommy d'appels mais il les ignore exprès. Après avoir fait l'amour, Julio et Soo qu'il a rencontré chez les Coréens discutent et Julio découvre que Dylan Shin a coupé leur drogue et l'a rendu inconsommable. Il appelle alors Tommy. Jukebox réveille Kanan qui refuse de manger. Jukebox demande à celui qui est révélé être son cousin Kanan comment il a fini avec toutes ses blessures et brulures mais il refuse de répondre. James retrouve Andy et Gus, les deux propriétaires du club rivale du Truth qui ont volés son programme de soirée, dans un restaurant ainsi que Karen Bassett, une magnat de l'industrie de l'hôtellerie. Elle et sa famille sont propriétaires plusieurs hôtels. James conseille à Karen de ne pas s'associer à Gus et Andy. Angela visite un appartement pour elle et James. Tasha présente Holly à LaKeisha dans son salon mais Keisha se montre froide avec elle. Une fois les deux amies seules, Keisha demande à Tasha pourquoi elle a emmené Holly ici alors qu'elle lui a volé ses boucles d'oreilles mais Tasha essaye de la calmer, ce qui ne fonctionne pas. Keisha lui dit alors que si Holly vole quelque chose, elle lui règlera son compte.
James discute avec Dean, son nouveau chef de la sécurité du Truth, de protection rapprochée. En effet, James demande à Dean de devenir son garde du corps personnelle, ce que Dean accepte, disant qu'il sera maintenant entourée d'hommes. Karen Bassett entre ensuite dans le Truth et parle à James de son projet d'implanter un bar/une boîte de nuit dans un de ses futurs hotels, ce qui intéresse James. Karen lui dit qu'elle allait engager Andy et Gus mais maintenant, elle hésite entre eux et James. Pendant qu'elle soigne Kanan qui parle de sa relation avec sa cousine Jukebox, Candie le drague. Kanan parle de comment son père l'a virée de chez lui car elle était lesbienne mais Candie continue à le drogue et il finit par lui avouer que c'est Ghost qui lui a infliger toutes ses blessures. Ayant senti comment Keisha s'est comporté avec elle, Holly avoue à Tasha dans sa voiture qu'elle a bien volée ses boucles d'oreilles. Peu de temps après, les deux femmes se font arrêtés par la police mais elles arrivent à s'en sortir grâce à un mensonge. Julio et Tommy sont en rendez-vous avec Jae Shin pour leur parler de leur drogue abîmée. Jae Shin leur explique alors que cela arrive car ils ne leur fournit pas assez de drogues.
Tasha et Holly rigolent de ce qu'il vient de se passer et apprennent à se connaître un peu plus. Tasha imite Tommy pour rire lorsque ce dernier arrive et rigole avec elles. Tasha finit par partir pour aller s'occuper de ses enfants. Candie rapporte à Jukebox qu'elle n'a pas réussi à coucher avec Kanan comme convenu mais qu'elle a appris que Ghost est le responsable de son malheur et surtout qu'il veut se venger en tuant ses enfants, ce qui plaît à Jukebox. James et Angela continuent de visiter des appartements ensemble lorsqu'Angela se rend compte que Greg la surveille. Elle part le voir et ce dernier avoue qu'il suit Ghost. Angela essaye de s'enfuir mais Greg l'attrape par le bras et la plaque violemment contre un mur. Greg lui révèle ensuite que c'est James qui a volé les portraits robots d'Isabel Ruiz et qu'il continue à traîner avec Tommy Egan. Angela lui demande de les laisser tranquille et ce dernier part en disant qu'elle sait qu'elle ne fera rien à propos de ses filatures.
Tariq montre à son ami Calvin l'arme qu'il a volé chez Angela. Cependant, un surveillant les surprend. Angela rentre chez elle et ne trouve pas son arme. Angela reçoit ensuite un appel de son bureau qui la convoque à propos de l'arme. James et Tasha sont alors convoqués par la principale de l'établissement et Tasha apprend à James que Tariq a ramené une arme à l'école. Ils apprennent par la Principale que l'arme appartenait à Angela. La principale Chambers leur explique alors que Tariq s'est battu et qu'il a montré l'arme, ce qui vaut l'exclusion de l'établissement. Cependant, Tasha convainc la principale de garder Tariq dans l'école. Après le rendez-vous, Tasha demande à James comment il a trouvé une arme chez Angela et James avoue qu'il avait quitté l'appartement et laissé les enfants seuls avec Angela, ce qui énerve Tasha. Tasha décide alors de ne plus laisser ses enfants aller chez Angela, ce qui déçoit James. Greg retrouve l'agent Juan Julio Medina et demande son aide pour faire arrêter James St. Patrick. Il lui demande alors de retrouver Carlos Ruiz car il est le seul qui pourrait témoigner contre James.
Tasha et James passent alors un savon à Tariq qui se justifie en disant qu'il aurait pu se faire tuer pendant la bagarre. Il a donc ramené l'arme pour se défendre, ce qui fait rire Tasha car il est dans une école privée. Tariq dit alors qu'il se sent en danger depuis que James n'est plus là pour les protéger et James lui répond alors qu'il sera puni et qu'il verra un psychologue pour parler. Enervé par la punition, Tariq finit par partir. Tasha finit par dire à James que tout cela est sa faute car il n'est jamais là pour ses enfants. Kanan finit par se lever pour aller chercher ses médicaments que Jukebox refuse de lui donner et se soigne seul avec difficulté. Angela entre chez elle et est confrontée par James à cause de l'arme. Cependant, Angela se défend en disant qu'elle n'a pas eu le temps pour ranger et surtout, que Tariq a fouillé dans ses affaires. Angela en profite alors pour demander à Jales s'il a vu Tommy récemment, ce que James nie, disant qu'il ne veut pas le voir. James comprend alors qu'Angela doute encore de lui et James clarifie à nouveau la situation en disant qu'il a choisi Angela au lieu de Tommy, ce qui finit par la calmer.
Jukebox se retrouve avec Dirt, le dernier homme survivant du braquage, qui est hanté par la mort de son ami. Il décide alors de s'écarter de toute activité illégales, ce qui ne plaît pas à Kanan qui le trouve faible. Holly prend un test de grossesse et découvre qu'elle est enceinte. Holly part alors voir Tommy et lui demande ce qu'il va faire à propos de Ghost mais Tommy ne répond pas, ne sachant pas quoi faire et surtout concentré sur son jeu vidéo. Tommy reçoit un message de Tariq qui demande à le voir après s'être enfui de chez lui. Holly essaye d'avoir son attention mais Tommy part voir son filleul, ce qui désespère Holly. Chez les Coréens, Jae Shin punit son fils Dylan pour avoir saboté la drogue. Il l'oblige à se couper le doigt. Kanan demande à Jukebox d'être dans son prochain braquage mais Jukebox demande ce qu'il est arrivé à Shawn. Kanan explique alors à Jukbeox que c'est lui qui a tué Shawn car il était du côté de Ghost au lieu du sien, ce que Jukebox comprend.

### Épisode 4:T'inquiète pas, Bébé
- États-Unis /  Canada : 7 août 2016 sur Starz / Super Channel
- France : 8 août 2016 sur OCS Choc

- États-Unis : 1,72 million de téléspectateurs[7] (première diffusion)

Pendant qu’Angela s’habille dans la salle d’à côté, James St. Patrick est au téléphone avec Tasha St. Patrick pour s’assurer que l’incident de l’arme avec Tariq est réglé, ce que Tasha confirme. Tasha demande aussi à James de venir à la première session de thérapie de Tariq mais James ne peut pas, ayant une réunion. Tasha lui dit qu’il doit montrer à son fils du soutien mais James continue de dire qu’il ne peut pas venir. Après l’appel, James rejoint Angela qui s’excuse à nouveau, se sentant coupable car Tasha ne veut plus laisser ses enfants aller chez Angela. Angela annonce par la suite que sa sœur Paz va venir dîner avec eux. Après avoir fait l’amour, Holly propose à Tommy d’engager quelqu’un pour tuer Ghost mais Tommy ne pense pas que Felipe Lobos acceptera que quelqu’un d’autre le fasse. Après que Tommy soit parti, Holly appelle une clinique pour prendre rendez-vous et parler de sa grossesse.
Jukebox et son équipe planifient leur prochain casse et Kanan suggère de se joindre à eux, ce qu’ils refusent. Jukebox se retrouve ensuite avec son cousin et veut s’assurer qu’il peut se servir de ses mains mais Kanan n’en est pas sûr. Cependant, pour s’assurer qu’il puisse bien se servir de ses mains, Candie se fait doigter par Kanan qui se met aussi à se masturber, montrant qu’il est bien capable de se servir de ses deux mains. Après ça, Candie confirme à Jukebox qu’il peut être utile. James est avec son chef de la sécurité Dean pour s’assurer qu’il n’est pas en danger, ce que Dean confirme car il est aussi son garde du corps. Dean en profite pour demander s’ils doivent se méfier de quelqu’un en particulier, ce que James nie.
Tasha se retrouve face à Angela qui lui annonce qu’elle a effacé le dossier de Tariq car l’école a reporté l’incident aux autorités et en profite pour faire ses excuses mais Tasha dit qu’elle sait qu’elle a fait pour James et non pour Tariq et en a donc rien à faire de ses excuses. Tommy retrouve avec Jae Shin, le chef du gang coréen qui leur donne leur argent. Tommy lui annonce aussi qu’il va tenir ses promesses sur les drogues en supplément pour le retard, ce qui oblige le fils de Jae, Dylan à s’excuser d’une manière humiliante. Greg Knox est avec l’agent Medina qui lui informe que grâce à ses contacts à San Diego, il a réussi à trouver Carlos Ruiz qui est en chemin vers New York pour venir témoigner contre James St. Patrick et Felipe Lobos, ce qui plait à Greg qui va finalement pouvoir prouver que St. Patrick est Ghost. Angela rentre chez elle et est directement confrontée par James qui lui demande pourquoi elle est allée voir Tasha. Celle-ci se justifie en disant que ça partait d’une bonne intention et qu’elle voulait seulement l’aider après avoir entendu sa conversation au téléphone avec elle. James lui dit qu’elle aurait dû lui demander sa permission avant d’aller voir « sa femme », ce qui laisse Angela perplexe et elle le fait comprendre. Peu après, Paz arrive pour le dîner.
Chez les St. Patrick, Tasha explique à Tariq qu’Angela a fait disparaître son casier judiciaire et Tariq fait ses excuses à sa mère. Tasha dit ensuite à son fils qu’ils ne sont pas une famille comme les autres et qu’il devra bien se comporter chez le thérapeute. Le dîner continue et les trois se remémorent des moments de leur passé mais Paz en profite pour lancer des piques à James sur son divorce. Kanan et le reste du groupe commence le braquage d’une bijouterie et Kanan tué un bijoutier après avoir volé ce qui se trouvait dans un coffre-fort. Après ça, Jukebox brouille les pistes à la police pour que le groupe ne soit pas suivi par la police. Au club, James propose à Andre de l'assister pendant une réunion importante pour lui pardonner son erreur avec le DJ. Après ça, Karen Bassett arrive et conseille à James de se faire connaître sur les réseaux sociaux pour avoir plus de clients et surtout, se faire connaître. Dre, qui a l'air d'avoir remarqué Karen, confirme ce qu'elle dit pendant que James refuse, disant que son succès tourne autour de lui car personne sait qui il est.
Greg Knox retrouve Carlos Ruiz qui est devenu un agent d'entretien et fait croire qu'il s'appelle Armando Garcia. Greg lui dit qu'il n'est plus en sécurité et qu'il doit coopérer avec la police pour être que lui et sa famille soit sous protection et témoigner contre Felipe Lobos. Tommy et Holly arrivent chez Tasha lorsque Tariq arrive et apprend à Tommy qu'il s'est fait exclure de son école. Les deux partent parler en privé et Tasha et Holly se retrouvent toutes les deux ensemble Tasha comprend vite qu'Holly est enceinte. Tariq explique à Tommy qu'il s'est fait virer pour avoir ramené l'arme d'Angela à l'école et qu'il doit maintenant parler à un thérapeute, ce que Tommy trouve que c'est une bonne idée. Tariq dit ensuite qu'il veut que ses parents, surtout son père, arrêtent de lui mentir car il ne sait toujours pas ce qui est arrivé à Shawn. Tommy lui dit qu'il dit qu'il a raison d'être en colère mais de ne pas douter de l'amour de son père et qu'il sera toujours là pour lui au cas où. Les deux femmes s'isolent dans la salle de bains et Tasha dit que sa grossesse est une mauvaise chose car l'enfant risque de grandir sans père et surtout, qu'elle ne pourra pas l'élever seule. Elle lui demande ensuite si Tommy veut garder l'enfant mais Tasha comprend vite qu'il n'est pas au courant, ce à quoi Holly répond qu'elle ne sait pas si elle va le garder même si elle adorerait fonder une famille avec Tommy. Tasha lui dit alors de ne pas lui dire car si elle avorte et que Tommy l'apprend, il risque de vriller.
Une fois à la maison, Holly demande à Tommy s'il a contacté les Jamaïcains pour tuer Ghost mais Tommy répond que non car il peut le faire lui-même, ce que Holly ne comprend pas et continue à le presser pour qu'il le fasse. Tommy comprend qu'Holly ne croit pas qu'il va tuer James. Holly dit qu'elle lui fait confiance et essaye de lui avouer qu'elle est enceinte mais Tommy part, ne voulant plus discuter. A Washington, Kanan offre à Candie un collier qu'il a volé en la draguant mais Candie le refuse, disant que Jukebox lui donne déjà tout ce dont elle a besoin. Les deux finissent par faire l'amour. Greg Knox fait son retour dans le FBI, au plus grand dépit d'Angela, car Greg a convaincu Carlos Ruiz de témoigner contre Felipe Lobos et pense même qui peut leur donner tout le fonctionnement de l'organisation du deal de drogue. Tasha est à la maison avec LaKeisha et lui fait part de ses projets de redécorer l'appartement mais elle ne sait pas quoi faire car tout dans l'appartement, ainsi que ses choix de vie, ont été choisis par Ghost. LaKeisha la rassure en disant qu'elle se redécouvrira bientôt et que tout homme sera chanceux de l'avoir. LaKeisha trouve ensuite une arme dans le sac de Tasha, ce qui l'inquiète mais elle lui assure que juste pour sa sécurité.
Andre retrouve avec 2-Bit et parle de son nouveau métier qui a l'air de commencer à lui plaire. Cependant, Dre apprend que les Coréens ont l'intention de tuer Tommy car Tommy a balancé à Jae Shin que son fils Dylan recoupait leur drogue et Jae s'est vengé en coupant un doigt de son fils. Dylan a alors l'intention de se venger ce soir devant une église. Dre appelle alors James et lui annonce ce qu'il vient d'apprendre. Après ça, James appelle Tommy pour l'avertir mais il ne répond pas. Au même moment, Tommy avec le Père Callahan pour récupérer son argent et en profite pour se confesser, disant qu'il ne veut pas effectuer une mission qu'on lui a donné, parlant évidemment de la requête de Felipe Lobos. En sortant de l'église, la voiture des Coréens passe devant Tommy et commencent à lui tirer dessus. Une balle touche Tommy au bras et ce dernier se cache derrière une voiture. Alors qu'il allait commencer à riposter, quelqu'un vient tuer les tireurs avant de s'enfuir, sans savoir que la personne est suivie par Dean.
À Washington, Jukebox demande à Kanan pourquoi il offre des bijoux qui peuvent être retracés à Candie, confirmant qu'elle est au courant qu'ils ont couché ensemble et Kanan répond qu'il voulait juste la convaincre de coucher avec elle. Après ça, Jukebox lui annonce qu'il peut maintenant repartir à New York. Kanan dit qu'il compte tuer Ghost et reprendre le business pour prendre sa revanche mais Jukebox lui dit que c'est trop facile et lui dit de trouver quelque chose de pire pour se venger. Au même moment, Tommy rentre chez lui et Holly voit la blessure de Tommy qui lui explique ce qu'il vient de se passer. Tommy lui dit qu'il ne sait pas qui a tiré mais pense que c'était Felipe Lobos, ce qui fait paniquer Holly. Holly sort alors de l'appartement, mentant à Tommy en disant qu'elle part acheter des bandages. James retrouve Karen Bassett qui lui annonce que tous les réseaux sociaux ne font que parler de lui. Au quartier général du FBI, Cooper Saxe va voir Angela qui est encore choqué du retour de Greg et dit que Greg pourrait compliquer l'opération pour incarcérer Lobos. Cooper lui dit qu'au fond, ils veulent tous arrêter les méchants et ils pourront arrêter Tommy Egan et Ghost.

### Épisode 5:Aide-moi
- États-Unis /  Canada : 14 août 2016 sur Starz / Super Channel
- France : 15 août 2016 sur OCS Choc

- États-Unis : 1,80 million de téléspectateurs[8] (première diffusion)

L'épisode commence avec Tommy qui n'arrête pas de penser à la fameuse attaque de Lobos, disant qu'il ne comprend pas pourquoi il l'aurait attaqué alors qu'il a son argent, mais Holly exaspéré, lui demande qui d'autre ça pourrait être à part Lobos car il n'a toujours pas tuer Ghost comme convenu. Elle pense aussi qu'en apprenant que Tommy est toujours vivant, il enverra surement quelqu'un d'autre pour les tuer tous les deux. Elle lui ordonne aussi de rester cloitrer chez eux le temps de trouver le moment parfait pour tuer Ghost et retrouver leur liberté. Pendant qu'ils font l'amour, James sent qu'Angela est distraite. James essaye de la rassurer en disant que tout ira bien entre eux deux mais Angela continue à penser qu'il y a beaucoup trop d'obstacles qui les empêchent d'être ensemble, comme le divorce de James. Elle reçoit ensuite un message de Saxe qui la convoque au bureau.
Pendant ce temps, Felipe Lobos s'énerve après avoir appris que Carlos Ruiz est de retour et ordonne à Mike Sandoval d'introduire Hugo Sanchez dans le bâtiment pour qu'il tue Carlos mais Mike dit que ce serait impossible. Felipe commence alors à menacer Mike de tuer sa fille s'il ne trouve pas une solution. Joe Proctor reçoit un appel de la part de James St. Patrick qui lui demande de commencer la procédure de séparation, refusant un divorce, et Joe comprend qu'Angela commence à lui mettre la pression. Joe lui répond alors qu'il va faire ce qu'il peut. Greg Knox reçoit la visite d'Angela qui lui demande de ne pas interroger Ruiz car ils savent tous les deux qu'il fait ça seulement pour démontrer que James St. Patrick est Ghost. Anegla lui dit qu'à force de vouloir incarcérer Ghost, ça pourrait nuire à leur opération mais Greg lui demande pourquoi elle veut seulement arrêter Lobos et pas toute l'organisation comme elle aurait fait avant. Il comprend alors qu'elle est amoureuse de James et qu'elle le défendra toujours quoi qu'il arrive. Tasha annonce à Tariq qu'il va passer la journée avec son père, ce qui n'a pas l'air d'être ravi. Tasha lui demande alors ce qu'il se passe et Tariq dit qu'il a l'impression que tout a changé, y compris son père, et Tasha lui répond qu'il va devoir s'y faire et que James fait des efforts pour passer du temps avec lui. Tariq dit alors qu'il va faire le minimum mais ça ne lui fait pas plaisir du tout, ce que James entend.
Au QG du FBI, Greg Knox propose à son équipe de convaincre Carlos Ruiz de balancer toute l'organisation de vente de drogue de New York, y compris les complices, ce qui plaît à Cooper Saxe et Dean Collins mais Mike Sandoval et Angela essayent de discréditer l'idée mais ça ne suffit pas pour les convaincre et Collins donne l'accord pour modifier l'offre faite à Ruiz pour qu'il donne les noms de toute l'organisation. Holly continue de pousser Tommy vers le crime mais celui-ci trouve toujours une raison pour refuser de le faire maintenant. Soudainement, quelqu'un toque à leur porte mais ce n'est que la mère de Tommy, Kate Egan. Kate rencontre alors Holly mais n'a pas l'air de l'apprécier et ne le cache pas en faisant semblant de se tromper de prénom. Kate demande alors de l'argent et ne bouge pas tant qu'elle ne l'aura pas reçu. James emmène Tariq au Truth et lui donne des places pour aller voir un match de basket-ball ensemble, lui disant qu'il va devoir les mériter pour les obtenir car il comptait lui donner avant qu'il ne ramène une arme à l'école. Andre arrive et se présente à Tariq avant d'apprendre qu'il va être son assistant pour la journée. Il va devoir lui montrer les ficelles du travail. Au même moment, Joe Proctor apprend que Carlos Ruiz est un témoin fédéral.
Carlos Ruiz et son avocat refusent l'accord que Cooper Saxe et Greg Knox lui proposent et malgré leurs arguments, l'avocat de Ruiz trouve que le deal ne vaut rien. Joe Proctor retrouve James et lui apprend que Ruiz est de retour à New York pour témoigner contre quelqu'un mais ils ne savent pas contre qui, ce qui pourrait être mauvais pour James. James est surpris qu'Angela ne lui ai rien dit et Joe lui fait comprendre qu'Angela ne le protège pas assez. Il lui donne ensuite les papiers de séparation avant de quitter le bureau. Tariq et Andre apprennent à se connaître en parlant de leurs problèmes qu'ils ont tous les deux eu au collège et Andre explique à Tariq qu'il veut se ranger pour devenir meilleur pour sa fille. Tariq finit par mentionner Shawn en disant qu'il est mort mais que son décès n'a pas affecté son père. Andre lui dit alors qu'il se trompe et qu'au contraire, il était sacrement affecté lorsqu'il a appris la nouvelle de sa mort. Chez Tommy, Kate apprend aussi à connaître Holly mais n'arrête pas de lui lancer des piques lorsque Tasha arrive à l'appartement pour donner l'argent, mais Kate ne veut plus partir. Holly se retrouve avec Tasha qui est surprise du comportement de Kate qui sniffe des lignes de cocaïne avec Tommy et Tasha lui dit qu'elle n'est pas la grand-mère idéale. Holly lui avoue ensuite qu'elle n'a toujours rien dit à Tommy pour sa grossesse.
Carlos Ruiz se retrouve avec Greg Knox et lui demande pourquoi il a changé l'accord, disant qu'il aurait donné Lobos volontiers mais qu'il ne donnera pas d'autres noms. Greg lui avoue alors qu'il est au courant qu'il a commandité le meurtre de Nomar Arcielo et qu'il encoure la peine de mort si ça se savait car Nomar était un informateur fédéral. Il lui menace de tout révéler s'il ne lui donne pas le fonctionnement de l'organisation y compris l'identité de Ghost. Au Truth, Dean vient voir pourquoi James s'est enfui du Truth hier soir et James trouve une excuse et demande aussi que Dean arrête de se mêler de sa vie personnelle et de seulement faire son travail. James part ensuite voir son fils et lui dit qu'il travaille dur pour pouvoir lui donner des opportunités qu'il n'a pas eu plus jeune. Il lui demande ensuite pourquoi il se comporte différemment ces derniers temps et Tariq avoue qu'il était énervé car il s'est senti abandonné par son père lorsqu'il a quitté la maison sans leur dire et les a forcés à rencontrer Angela. James s'excuse alors pour la manière dont il a géré son départ de la maison.
Au FBI, les agents apprennent que Ruiz a accepté l'accord. Angela part voir James au club et lui annonce qu'il va devoir engager un avocat. James la confronte alors à propos du retour de Ruiz, ce qui stupéfait Angela car elle ne lui a rien dit, et lui dit qu'il ne pense plus qu'elle puisse l'aider, disant qu'il va devoir régler le problème lui-même s'il ne fait rien. Andre rentre chez lui et trouve Kanan qui joue avec sa fille, ce qui met Dre en panique. Kanan le confronte alors sur sa trahison, disant qu'il l'a lâché pour Ghost, et menace Dre de tuer sa fille mais Dre l'arrête en disant qu'il est devenu très proche de Ghost, ce qui convainc Kanan de lâcher sa fille. Kanan quitte alors l'appartement de Dre et dit qu'il aura bientôt besoin de lui. Angela part voir Carlos Ruiz et essaye de le convaincre de seulement témoigner contre Lobos, disant que si Greg l'emmène vraiment au tribunal pour le meurtre de Nomar, son mobile serait qu'il couchait avec sa fille de 14 ans, ce qui convaincrait le jury de ne pas l'inculper. Elle finit aussi par dire qu'il ne peut pas témoigner contre Ghost car il lui a sauvé la vie, lui disant qu'il est le seul survivant de l'organisation, ce qui suffit pour convaincre Ruiz.
Holly reçoit un message des Jamaïcains qui lui annonce qu'ils sont en place pour tuer Ghost pendant que Tommy parle avec sa mère qui lui dit que lui et James vont finir par se réconcilier car ils sont toujours ensemble. Holly dit alors aux Jamaïcains d'aller tuer Ghost. Au même moment, Julio arrive à l'appartement de Tommy et lui apprend que Dylan Shin et d'autres de ses hommes se sont fait tués devant une église. Après ça, Tommy dit à Kate qu'il va la déposer à la gare pour qu'elle rentre chez elle et elle en profite pour dire à Tommy de se débarrasser d'Holly et que surtout, lui et James vont se réconcilier. Carlos Ruiz est interrogé par Cooper Saxe et commence à témoigner contre Felipe Lobos. Cependant, il ne révèle pas l'identité de Ghost malgré les menaces de Saxe qui le menace de l'arrêter pour le meurtre de Nomar Arcielo mais son avocat prend la parole et dit que Ruiz avait un mobile pour tuer Nomar, ce qui oblige le FBI de ne pas chercher plus loin et de seulement chercher à incarcérer Lobos, au plus grand plaisir d'Angela mais pas celui de Greg qui reçoit confirmation qu'Angela a un rapport avec le changement d'avis de Ruiz. Mike Sandoval trouve une solution pour que Felipe Lobos quitte New York et se rende à Washington, ce qui plaît à Lobos qui se met à draguer Mike. Mke lui dit alors de créer un plan pour une possible évasion.
Tommy rentre chez lui et annonce à Holly que c'est Dylan Shin qui a tenté de les tuer et que c'est Ghost qui l'a sauvé. Holly essaye alors de le convaincre qu'il doit toujours tuer Ghost mais Tommy a l'intention de parler à Ghost pour trouver une solution contre Lobos. Holly l'empêche alors de partir, lui disant qu'elle ne veut pas qu'il soit en danger, ce que Tommy ne comprend pas. Pendant ce temps, James et Tariq discutent musique lorsque James sen voiture, trouvant que quelque chose cloche avec. Tariq met alors son casque pendant que James descend. James se retrouve alors face à deux Jamaïcains armés. James comprend ce qu'il va lui arriver et se tourne vers son fils. Holly explique alors à Tommy qu'elle a engagé les Jamaïcains pour tuer Ghost, ce qui met Tommy hors de lui. Holly se justifie en disant qu'elle était obligée de le faire mais Tommy lui dit de sortir de chez lui. Holly gifle Tommy et se met à crier, ne comprenant pas pourquoi Tommy la met dehors alors qu'elle vient leur sauver la vie et lui rappelle tout le mal que Ghost lui a fait mais Tommy la plaque au sol et s'énerve car elle a envoyé quelqu'un le tuer dans son dos. Alors qu'il se met à l'étrangler, Holly lui met un coup dans les testicules. James, lui, est sauvé par Dean et son équipe. James monte ensuite dans la voiture annonce à Tariq qu'ils vont devoir rentrer à la maison, ce qui déçoit Tariq.
Holly insulte Tommy en disant que maintenant qu'elle a tué Ghost, sa vie n'a plus aucun sens car il est incapable sans Ghost, ce qui le fait sortir de ses gonds. Il attrape Holly par le cou, la plaque au mur, et l'étrangle à mort. Après qu'elle s'est écroulée au sol, Tommy réalise ce qu'il vient de faire et essaye de la réveiller mais c'est trop tard. Felipe Lobos appelle Tommy pour lui proposer un travail. Mike Sandoval annonce à Angela que Lobos va témoigner contre les Jimenez et va être transférer à Washington. Angela rentre chez elle et révèle à James que Lobos va être transférer, ce qui conclut l'affaire Lobos. James lui montre ensuite le dossier de procédure de séparation, ce qui réjouit Angela.

### Épisode 6:La Bonne Décision
- États-Unis /  Canada : 21 août 2016 sur Starz / Super Channel
- France : 22 août 2016 sur OCS Choc

- États-Unis : 2,11 millions de téléspectateurs[9] (première diffusion)

James St. Patrick retrouve Tommy Egan endormi dans sa voiture et le réveille en tapant sur sa vitre. Celui-ci ouvre les portes de sa voiture de James emmène son ami qui a l’air très mal en point à son domicile. Tommy ne cesse de se rappeler d’Holly et les larmes lui montent rapidement aux yeux. James dit alors à Tommy d’aller prendre une douche pendant qu’il fait du café. Pendant ce temps, le FBI prépare le transfert de Felipe Lobos : ceux-ci s’inquiètent, pensant qu’une attaque des Jimenez envers Lobos pourrait arriver mais Mike Sandoval le rassure, étant donné qu’ils le croient mort. Il demande ensuite à le faire sortir de prison discrètement avec une voiture de fonction mais ses supérieurs refusent, ordonnant de l’extrader dans un fourgon blindé. Jerry Donovan confie à l’agent Knox l’affaire pour qu’il assure la sécurité. Après ça, Angela Valdes entre dans le bureau de Sandoval et lui annonce qu’ils pourront suivre le transfert en direct dans leurs bureaux.
Ghost demande à Tommy d’organiser un rendez-vous avec Hugo Sanchez et ses hommes et Tommy réalise qu’ils vont devoir disparaître pendant une journée pour se débarrasser de Lobos. Tommy peut utiliser sa mère comme alibi mais James n’en a pas. Il pense alors à utiliser Karen Bassett en allant à son hôtel prétextant un voyage d’affaires. Tommy pense qu’Angela pourrait se douter de quelque chose mais Ghost lui assure que non. Tasha arrive à son tour et demande à voir Holly car elle ne répond pas à ses messages. Elle est surprise de voir que Ghost et Tommy sont ensemble et ils répondent qu’ils ont réussi à se réconcilier. Tasha comprend alors qu’ils cachent quelque chose et, alors que Ghost lui déconseille de dire quoi que ce soit, Tommy de lui dire ce qu’ils préparent. Au club, Dean vient voir James pour lui demander comment lui et Tariq vont. Dean dit à James qu’il préviendra la police la prochaine fois que quelqu’un viendra l’attaquer mais James lui demande de ne rien dire et surtout d’arrêter de le suivre. Karen Bassett arrive ensuite au club et James lui demande une chambre d’hôtel pour « découvrir leur service », ce qui est suffisant pour convaincre Karen.
James et Tommy, qui sont cette fois-ci chez les St. Patrick, s’assure de tout pour pouvoir couvrir leurs traces. Tasha demande ensuite à James en seul à seul pourquoi ce n’est pas Holly qui le couvre et James sous-entend qu’ils se sont séparés. Tasha pense alors que Tommy l’a quitté à cause du bébé, ce qui laisse James bouche bée, étant donné qu’il n’était pas au courant de la grossesse d’Holly. Le lendemain, après avoir averti Angela de son « voyage d’affaires » et préparé des bagages, James, accompagné de Tasha, arrivent à l’hôtel. Au même moment, Tommy est avec Hugo Sanchez qui lui explique comment l’évasion de Felipe Lobos va se passer. Ce dernier est installé dans le fourgon blindé et le transfert commence. Tout le bureau du FBI suit le transfert et Mike Sandoval envoie un message à Hugo pour l’avertir que le transfert a débuté. À l’hôtel, Tasha, qui profite du luxe de l’hôtel, rencontre Karen Bassett qui s’assure que tout va bien.
Pendant le transfert, alors que Felipe Lobos drague Greg Knox, l’équipe de Hugo et Tommy éclate les pneus de l’escorte et du fourgon. Greg demande des renforts pendant que Tommy et le reste des hommes se débarrassent des policiers. Greg sort du camion pour défendre et finit par se faire tirer dessus deux fois. Une fois que le policiers sont au sol, Tommy et le reste emmènent Lobos pendant que Greg agonise au sol. Tommy, qui conduit le camion où se trouve Lobos, emmène le camion sous un pont où Ruiz, un des hommes d’Hugo, se fait tuer par Ghost. Tommy et Ghost pointent ensuite leur arme sur Lobos. Voyant la situation qui dégénère, Angela pense à prévenir James mais elle finit par laisser tomber et lui demande plutôt comment il va. Elle reçoit une réponse de James mais c’est en réalité Tasha qui répond à sa place, pour assurer la validité de l’alibi. En fouillant dans les affaires de James, Tasha tombe sur les papiers de divorce. Ghost et Tommy emmènent Lobos dans un trou qu’ils ont creusé pour l’enterrer et en profitent même pour le tabasser un peu. Au QG du FBI, Greg revient sain et sauf.
Sur le chemin vers le trou, Felipe en profite pour embêter ses deux ravisseurs en les menaçant de tuer leur famille et faire des choses obscènes à leurs proches mais cela ne suffit pas pour les faire craquer. Au QG, Greg se fait ausculter et celui-ci s’en sort qu’avec un hématome de l’endroit où la balle l’a touché. Greg dit ensuite à ses supérieurs que les braqueurs étaient préparés pour faire évader Lobos et pense qu’il y a une taupe parmi eux, ce qui fait paniquer Sandoval qui essaye de discréditer tout ce qu’il dit. Angela dit à Greg qu’elle est contente qu’il n’ait rien. Sandoval reçoit ensuite un appel d’Hugo Sanchez pour lui demander où se trouve Lobos mais il n’en sait rien et promet de le retrouver. Face au trou, après des énièmes provocations, Ghost et Tommy découvrent que Lobos a un téléphone sur lui, ce qui peut compromettre toute l’opération. Tommy se demande alors s’ils doivent abandonner ou le tuer mais lorsque Ghost se tourne vers lui pour le calmer, Lobos en profite pour s’enfuir. Les deux partent à sa recherche pendant que Sandoval, qui a appelé Lobos, demande à localiser son téléphone. En fouillant les environs, Ghost se fait attaquer par Lobos et, après une bagarre, Ghost tue Lobos de deux balles dans la poitrine. Ghost et Tommy décident finalement de ne pas cacher le corps et le laisser dans la forêt.
Une fois rentrés, Ghost et Tommy réalisent enfin qu’ils sont libres et qu’ils vont pouvoir repartir à zéro. Cependant, Tommy dit qu’il n’a plus de fournisseur, ni de famille. Ghost le rassure donc en disant qu’il rencontrera sûrement quelqu’un et qu’ils ont maintenant toutes leurs vies devant eux pour changer, mais Tommy n’a pas l’air convaincu. James rentre à l’hôtel et, après un appel avec Angela, il est confronté par Tasha à propos des papiers de divorce. Tasha lui rend les papiers, disant qu’elle a signée, ayant hâte de ne plus avoir affaire à lui. Tommy se rend à l’endroit où il a enterré Holly avec James et en profite pour pleurer sa mort. Greg discute avec Cooper Saxe de sa théorie de trahison et pense qu’Angela est la taupe mais Saxe a du mal à y croire. Au club, James vire Dean, disant qu’il n’a plus besoin de ses services, et Dean répond qu’il a finalement tué Lobos, ce qui le laisse bouche bée. Dean révèle qu’il est au courant pour sa double vie de criminel et de mari infidèle et révèle aussi qu’il est la personne qui lui envoyait les cartes de l’Araignée. James comprend que Milan, le vrai nom de Dean, est un serbe et qu’il est là pour venger pour la saisie de drogue qu’il a causé. Milan lui annonce ensuite que lui et Tommy vont devoir travailler pour lui pour compenser les pertes de drogue et d’argent qu’ils ont causés. Ghost raconte tout à Tommy qui se montre pas prêt pour travailler à nouveau pour quelqu’un d’autre et se met à paniquer. Ghost lui explique alors qu’ils vont devoir rembourser Milan, ce qui étonne Tommy car il réalise que Ghost va devoir mentir à Angela tous les jours, ce qui pourrait causer d’énormes problèmes pour eux autant que pour elle-même. Tommy en profite pour faire comprendre la gravité de la situation, étant donné qu’ils sont tous en danger.

### Épisode 7:Ne t'en va pas
- États-Unis /  Canada : 28 août 2016 sur Starz / Super Channel
- France : 29 août 2016 sur OCS Choc

- États-Unis : 1,84 million de téléspectateurs[10] (première diffusion)

L'AUSA se rend compte qu'il y a une taupe dans le groupe de travail. Les affaires internes ont retracé le téléphone portable trouvé sur Lobos jusqu'à la tour de téléphonie cellulaire au-dessus des bureaux de l'AUSA. Tous les membres du groupe de travail ont été interrogés pour déterminer qui avait aidé Lobos à s'échapper. Même l'agent double Mike n'est pas en sécurité.
Jamie rencontre Karen Bassett à Truth. Karen lui donne en fin de journée pour lui donner l'argent pour un buy-in total pour son hôtel. Pendant ce temps, les hommes de Milan surveillent de près Jamie.
Tariq traite Tasha de "menteuse" lorsqu'elle défend les actions de Jamie. Tasha tente de gifler Tariq mais Tariq bloque son tir. Tasha appelle Jamie pour parler à Tariq.
Milan amène Jamie et Tommy à leur laverie. A l'intérieur, les hommes de Milan ont capturé et ligoté Julio et le reste des ouvriers. En guise de démonstration de pouvoir, Milan tue un de ses ouvriers devant tout le monde pour ne pas avoir suivi les instructions. Milan demande un chèque à Jamie en fin de journée pour payer le produit qu'il va lui vendre. Jamie prétend qu'il ne peut pas obtenir l'argent à temps. Milan dit à Jamie de dire à Karen Bassett qu'elle doit attendre son argent.
Jamie demande à Tasha d'emprunter de l'argent sur les économies des enfants. Tasha, encore furieuse de son combat avec Tariq, dit à Jamie de demander de l'argent à Angela. Jamie avoue à Tasha qu'Angela et lui sont finis. Plus tard, quand Tommy est chez Tasha, Tasha prétend qu'elle sait ce qui est arrivé à Holly. Tout en accusant Tommy de s'être retourné contre Holly, elle divulgue que Holly était enceinte. Tommy entre dans un état second.
Dre veut que Jamie le remette dans le jeu. Jamie lui offre la moitié des affaires de la rue s'il peut l'aider à faire tomber Milan. Ghost demande à Dre de donner un tuyau anonyme sur l'employée disparue de Truth, Tatiana.
Angela demande si Tasha était avec Jamie à l'hôtel la nuit où Lobos a été assassiné. Tasha lui dit que la seule chose que Jamie a tuée cette nuit-là, c'est son dos. Angela ne la croit pas, mais Tasha prétend qu'elle est la raison pour laquelle Jamie est de retour avec elle.
Dre appelle Kanan et explique comment Milan a repris l'entreprise de Jamie.
Tariq explique à Jamie qu'il n'essayait pas de frapper Tasha. Jamie dit à Tariq que les vrais hommes s'excusent et qu'il doit des excuses à Tasha. Tariq se réfère à Angela comme la salope de Jamie, ce qui met Jamie en colère.
Tasha est bouleversée parce que Jamie a un invité inattendu. C'est Milan et il a amené Tatiana avec lui. À la fin du dîner, Jamie paie Milan. Une fois que tout le monde est parti, Jamie explique tout à Tasha.
Tommy est kidnappé et battu par les hommes de main de Milan. Milan met fin à ses souffrances en déclarant que Tommy s'en portera mieux.

### Épisode 8:Fais-moi confiance
- États-Unis /  Canada : 4 septembre 2016 sur Starz / Super Channel
- France : 5 septembre 2016 sur OCS Choc

- États-Unis : 1,99 million de téléspectateurs[11] (première diffusion)

Ghost a enfin rencontré son match à Milan. Le baron de la drogue serbe s'est avéré encore plus meurtrier et rusé que Ghost, et continue son emprise sur la vie de Ghost. Dre informe Ghost que Karen Bassett a pris son hôtel ailleurs, tuant le rêve de Ghost d'étendre son empire de boîte de nuit. Ghost reçoit également la visite de MJ, qui offre à Ghost une immunité totale en échange de son témoignage contre Angela.
Tommy se réveille au siège de Milan, toujours meurtri et ensanglanté par son passage à tabac aux mains des hommes de main de Milan. Milan, sentant une rupture entre Tommy et Ghost, dit à Tommy que s'il joue bien ses cartes, il peut prendre la place de Milan lorsqu'il prendra sa retraite. Il ordonne à Tommy d'appeler ses autres lieutenants de la drogue pour une réunion à Truth pour discuter de la promotion de plus de produits dans les boîtes de nuit de Ghost.
Tasha reçoit une visite surprise de Milan au salon de beauté de Keisha. Milan semble impressionné par le plan de Tasha consistant à blanchir l'argent sale de la drogue de Tommy via le salon, mais Tasha avertit Milan que Keisha est dans l'ignorance de leur opération et que cela devrait rester ainsi. Une écoute clandestine Keisha laisse tomber accidentellement des bigoudis et Milan l'aide à nettoyer. Lorsque Milan part, Keisha déchire Tasha, furieuse que sa meilleure amie la trahirait si profondément. « Je pourrais aller en prison ! Si je me fais prendre, qui va élever mon fils ? Maintenant que Milan sait que le salon est une façade, Tasha lui dit qu'elle ne peut pas arrêter le blanchiment d'argent, sinon cela éveillera les soupçons.
Milan n'est pas la seule menace pour la famille St. Patrick; Kanan suit Dre et Tariq et se présente comme un vieil ami de la famille de Ghost. Dre, trop familier avec les tendances meurtrières de Kanan, écourte l'entraînement de basket de Tariq et le ramène chez lui. Kanan s'arrête à l'école de Tariq le lendemain et lui propose de lui faire visiter le quartier où Ghost a grandi. Kanan ramène Tariq à son appartement avec l'intention de le tuer, mais quand Tariq avoue qu'il déteste son père et veut se venger de lui, Kanan se rend compte que Tariq peut lui être utile dans sa vendetta contre Ghost.
Tommy rassemble ses lieutenants de la drogue pour une réunion à Truth pour discuter de la distribution du produit de Milan. Lorsque Tommy les informe qu'ils devront payer d'avance, Jae Shin se lève et objecte. Juste au moment où Jae Shin dit à Tommy qu'il soupçonne qu'il était derrière la mort de son fils, l'un des hommes de main de Milan attrape Jae Shin et le tue, lui enfonçant un couteau dans le cou.

### Épisode 9:Je mène la danse
- États-Unis /  Canada : 18 septembre 2016 sur Starz / Super Channel
- France : 19 septembre 2016 sur OCS Choc

- États-Unis : 2,04 millions de téléspectateurs[12] (première diffusion)

Après avoir vu Tommy se rendre à l'entrepôt de Milan, Jamie n'est pas sûr de pouvoir faire confiance à Tommy. Jamie se demande pourquoi Tommy n'a pas décroché le téléphone quand il l'a appelé. Tommy explique que Milan lui faisait visiter l'entrepôt. Cela laisse Jamie avec un doute sur la véracité de Tommy.
Angela allume le téléphone portable que Jamie a pris à Hugo. Angela envoie un texto à l'un des numéros les plus utilisés. L'agent double Mike reçoit le SMS et décide d'appeler. Quand Angela décroche, ils réalisent tous les deux qu'ils sont au même endroit à cause du bruit de fond.
Les fédéraux enquêtent sur la mère de Tommy, Kate. Greg fouine dans l'appartement à la recherche de preuves que Tommy a tué Lobos. Alors que Greg quitte l'appartement, il trouve la carte de visite d'Angela dans la poubelle.
Tariq dit à Dre qu'il a traîné avec Slim alias Kanan. Dre dit à Tariq de faire attention à Slim et de ne pas trop s'approcher.
Ruiz donne à Tommy un paiement partiel pour les médicaments. Tommy déconseille cela et Ruiz demande une rencontre avec Milan.
Saxs dit à Angela que l'enquête interne est sur le point de se terminer. Les fédéraux ont trouvé des preuves que quelqu'un [Proctor] a fouillé le système pour déterminer l'emplacement de Lobos. Angela dit à Jamie que les fédéraux sont sur Proctor, ce qui la ramènera. Jamie révèle que Greg était chez Kate, ce qui intrigue Angela parce que Greg n'est pas sur l'affaire Lobos.
Angela rencontre Greg pour découvrir ce qu'il sait. Gregs affirme qu'il va arrêter d'enquêter sur Jamie en raison de la bande de surveillance et de l'alibi de Tommy. Cependant, au milieu de la nuit, Greg se réveille et fouille dans le sac à main d'Angela. Il retrouve le téléphone qui était sur Hugo et note les informations.
Tommy rend compte à Milan de ses relations avec Jamie. Milan révèle que Jamie regarde Tommy, ce qui déçoit Tommy. Milan dit à Tommy qu'il le tient pour responsable de Jamie et qu'il tuera Tommy si Jamie n'arrête pas d'enquêter sur lui. Tommy demande à Jamie pourquoi il le suit. Jamie promet d'arrêter mais dès que Tommy part, Jamie retourne enquêter sur Milan.
Ruiz convoque une réunion avec Greg. Il dit à Greg qu'il rencontrera Milan. Greg veut savoir si Ghost sera là. Greg demande à Ruiz de porter un enregistreur à boutons totalement introuvable. Jamie dit à Ruiz de s'assurer que ni Tommy ni lui ne sont mentionnés lorsque Ruiz porte l'enregistreur à boutons.
Craignant que Tariq et Kanan ne deviennent des meilleurs amis, Dre rencontre Tommy. Tommy précise qu'il n'aime pas Dre. Dre révèle que c'est lui qui a parlé à Jamie du coup de Kartel coréen sur lui.
Tariq et Kanan se rendent dans un magasin de baskets. Kanan convainc Tariq de voler une paire de baskets à 250 $.
Alors que Karen Bassett se promène dans le nouveau club avec Andi et Albert, une descente de police a lieu. La police arrête Andi et Albert lorsqu'ils trouvent de la drogue dans le plafond du club. Julio a planté la drogue la nuit précédente.
Après avoir vu Jamie faire une excellente présentation sur la Journée des carrières, Tasha félicite Jamie pour le succès de son entreprise de club. Cela conduit Tasha et Jamie à avoir des relations sexuelles. Après le sexe, Jamie révèle que lui et Ruiz travaillent ensemble pour faire tomber Milan. Cette nouvelle effraie Tasha et elle appelle Tommy pour l'avertir de ce fait.
"Vous devez découvrir ce qui se passe avec Ghost et vous devez l'arrêter." – Tasha
Après que Ruiz ait quitté la réunion avec Milan, Tommy propose à Ruiz de rentrer chez lui. Tommy parle par énigmes de la façon dont Ghost l'a trahi, alimentant sa colère. Quelques instants plus tard, Tommy tue Ruiz. Dre, que Tommy n'aime pas, apparaît et aide Tommy à se débarrasser du corps de Ruiz.
L'agent double Mike découvre qu'Hugo est mort et se rend chez lui. Mike trouve une photo de sa famille sur la table indiquant qu'Hugo allait tuer sa famille. Alors que Mike quitte le bâtiment, Greg voit Mike quitter le bâtiment dans lequel Hugo vivait et met 2 et 2 ensemble.

### Épisode 10:La Défense de mes intérêts
- États-Unis /  Canada : 25 septembre 2016 sur Starz[13] / Super Channel
- France : 26 septembre 2016 sur OCS Choc[14]

- États-Unis : 2 millions de téléspectateurs[15] (première diffusion)

Tommy dit à Ghost qu'il était avec Milan, mais pas que Milan le fait entrer dans l'organisation. Ni Ghost ni Tommy ne se font confiance, et ils ne partagent que ce qui est nécessaire. Angela utilise le téléphone d'Hugo mort pour appeler la taupe du service. Sandoval le ramasse silencieusement et ils sont tous les deux au-dessus d'un hélicoptère, indiquant qu'ils sont proches l'un de l'autre. Sandoval apprend plus tard qu'Hugo a été retrouvé mort, alors Sandoval sait que quelqu'un d'autre a le téléphone d'Hugo. 
Keisha a disparu et ne répond pas aux appels de Tasha. Rappelez-vous que Milan a dit à Tommy de prendre soin d'elle. Tommy a-t-il tué Keisha ? 
Tariq dit à Dre qu'il traînait avec Kanan. Dre aime Tariq et dit à Tommy de le surveiller. Dre a également dit à Tommy que c'était lui qui avait dit à Ghost que les Coréens voulaient le tuer. Tommy écarte cela, mais cela a clairement un impact.
Ruiz ne paie pas intégralement Milan parce qu'il n'aime pas vendre des pilules. Il demande une rencontre avec Milan qui est accordée. Greg donne à Ruiz un appareil d'écoute pour la réunion mais Ruiz le dit à Ghost. Ghost dit à Ruiz de s'assurer que lui et Tommy ne sont pas mentionnés pendant la conversation car les fédéraux finiront par l'entendre. 
Angela se rend chez Greg et il lui dit qu'il a fini de chercher Jamie. Ils dorment ensemble, puis Greg obtient secrètement les informations de la carte SIM du téléphone à graver d'Hugo dans le sac à main d'Angela. Grâce à ces informations, Greg est en mesure de déterminer, avec l'aide de Medina, où le téléphone a été acheté. Greg voit Sandoval partir de l'appartement d'Hugo, qui appartenait à Lobos, et à côté de l'endroit où le téléphone à graver a été acheté. Kantos travaille avec la concurrence de Truth et fait chanter Ghost pour la liste d'invités Stern en disant qu'il aurait pu dénoncer Ghost. Ghost fournit la liste, mais pas avant que ses concurrents ne soient arrêtés pour avoir eu de la drogue dans le club qui a été plantée par Julio sur les instructions de Ghost. Karen Basset était au club lorsque le buste s'est produit, alors Ghost l'a invitée à une fête qu'il organise. 